# Средња Јурковица
Средња Јурковица је насељено мјесто на подручју града Градишка, Република Српска, БиХ. Према попису становништва из 1991. у насељу је живјело 216 становника.

## Становништво
| Демографија | Демографија | Демографија |
| Година      | Становника  | Становника  |
| ----------- | ----------- | ----------- |
| 1961.       | 282         |             |
| 1971.       | 289         |             |
| 1981.       | 216         |             |
| 1991.       | 213         |             |

## Познате личности
- Раде Михаљчић, српски историчар и академик